# Amphicnemis glauca
Amphicnemis glauca är en trollsländeart som beskrevs av Brauer 1868. Amphicnemis glauca ingår i släktet Amphicnemis och familjen dammflicksländor. IUCN kategoriserar arten globalt som otillräckligt studerad. Inga underarter finns listade i Catalogue of Life.